# Lista de conflitos envolvendo a Etiópia
Esta é uma lista de guerras envolvendo a Etiópia.
| Império Etíope (1137–1975)                                  | Império Etíope (1137–1975)                                          | Império Etíope (1137–1975)                                                                 | Império Etíope (1137–1975) |
| Conflito                                                    | Combatente 1                                                        | Combatente 2                                                                               | Resultados |
| ----------------------------------------------------------- | ------------------------------------------------------------------- | ------------------------------------------------------------------------------------------ | --- |
| Guerra Abissínia-Adal (1529–1543)                           | Etiópia Portugal                                                    | Sultanato de Adal Império Otomano                                                          | Vitória - Sultanato de Adal enfraquecido. |
| Zemene Mesafint (1769–1855)                                 | Várias facções                                                      | Várias facções                                                                             | Reunificação da Etiópia - Tewodros II torna-se imperador.                                                                                           |
| Expedição britânica à Abissínia (1867–1868)                 | Etiópia                                                             | Reino Unido                                                                                | Derrota - Tewodros II comete suicídio. |
| Guerra etíope-egípcia (1874–1876)                           | Etiópia                                                             | Egito                                                                                      | Vitória - Invasão egípcia repelida. |
| Guerra Mahdista (1885–1889)                                 | Reino Unido · Índia · Egito · Etiópia                               | Sudão Mahdista                                                                             | Vitória - Invasão sudanesa da Etiópia repelida. |
| Batalha de Dogali (1887)                                    | Etiópia                                                             | Itália                                                                                     | Vitória - Guarnição italiana em Dogali destruída.                                                                                                   |
| Primeira Guerra Ítalo-Etíope (1895–1896)                    | Etiópia                                                             | Itália                                                                                     | Vitória - Invasão italiana repelida. |
| Campanha da Somalilândia (1900–1920)                        | Reino Unido · Itália · Etiópia                                      | Estado Dervixe                                                                             | Vitória - Colapso do Estado Dervixe. |
| Segunda Guerra Ítalo-Etíope (1935–1936)                     | Etiópia                                                             | Itália                                                                                     | Derrota - Ocupação da Etiópia pela Itália. |
| Campanha da África Oriental (1940–1943)                     | Reino Unido · África do Sul · Gideon Force · Bélgica · França Livre | Itália                                                                                     | Vitória - Queda da África Oriental Italiana, Etiópia recupera a sua independência. - Resistência italiana prossegue.                                |
| Guerra da Coreia (1950–1953)                                | Coreia do Sul · United Nations · Estados Unidos · Reino Unido       | Coreia do Norte · China                                                                    | Cessar-fogo - Acordo de Armistício da Coreia - Pequena mudança territorial na fronteira no Paralelo 38 N.                                           |
| Crise do Congo (1960–1964)                                  | Congo UNOC                                                          | Katanga · Kasai do Sul                                                                     | Vitória - Catanga e Cassai do Sul dissolvidos. |
| Etiópia Comunista (1975–1991)                               |                                                                     |                                                                                            | |
| Conflito                                                    | Combatente 1                                                        | Combatente 2                                                                               | Resultados |
| Guerra de Ogaden (1977–1978)                                | Derg · Cuba · União Soviética · Iêmen do Sul                        | Somália FLSO                                                                               | Vitória - Retirada somali de Ogaden. - Somália rompe laços com o Segundo Mundo.                                                                     |
| Guerra de fronteira etíope-somali de 1982 (1982)            | Derg FDSS                                                           | Somália                                                                                    | Derrota - Retirada etíope-FDSS da Somália. |
| Guerra de Independência da Eritreia (1961–1991)             | Derg RDPE · Cuba · União Soviética · Iêmen do Sul                   | FLE EPLF                                                                                   | Derrota - Independência da Eritreia da Etiópia.. - Etiópia torna-se um país sem litoral.                                                            |
| Guerra Civil da Etiópia (1974–1991)                         | Derg RDPE · Cuba                                                    | Ficheiro:EPRP Official Logo.gif PRPE · FLPT · MEISON · MNDA PEUD · FLO · FLNO · FLSO · FLA | Mudança de regime - Queda do governo comunista de Mengistu, instalação do governo de transição liderado pela FLPT, para se tornar governo da FDRPE. |
| República Democrática Federal da Etiópia (a partir de 1995) |                                                                     |                                                                                            | |
| Conflito                                                    | Combatente 1                                                        | Combatente 2                                                                               | Resultados |
| Insurgência em Ogaden (1995–2008)                           | Etiópia                                                             | FLNO                                                                                       | Vitória - Derrota militar das forças de FLNO. |
| Guerra Eritreia-Etiópia (1998–2000)                         | Etiópia                                                             | Eritreia                                                                                   | Vitória - Etiópia mantêm todos os territórios disputados.                                                                                           |
| Intervenção etíope na Somália (2006–2009)                   | Etiópia · GTF · Puntlândia                                          | União das Cortes Islâmicas · FLO Al-Shabaab                                                | Vitória - Tropas etíopes se retiram do país. - Islamistas retomam Mogadíscio.                                                                       |
| Intervenção queniana na Somália (2011–2012)                 | Quênia · GTF · Etiópia                                              | Al-Shabaab                                                                                 | Vitória - Forças coordenadas capturam inúmeras cidades.                                                                                             |
| Somalia-Ethiopia War (2015)                                 | Ethiopia                                                            | Somalia                                                                                    | Somali Victory |
| Somalia-Ethiopia War (2017)                                 | Ethiopia                                                            | Somalia                                                                                    | Somali Victory |
| Somalia-Ethiopia War (2019)                                 | Ethiopia                                                            | Somalia                                                                                    | Somali Victory |
| Somalia-Ethiopia War (2021)                                 | Ethiopia                                                            | Somalia                                                                                    | Somali Victory |
| Somalia-Ethiopia War (2023)                                 | Ethiopia                                                            | Somalia                                                                                    | Somali Victory |